# Canción de cuna (obra de teatro)
Canción de cuna es una obra de teatro en dos actos de María de la O Lejárraga, estrenada en 1911. 
Se consideraba que el autor era Gregorio Martínez Sierra. No obstante, con posterioridad se cuestionó dicha autoría, reconociendo que la autora era María de la O Lejárraga.

## Argumento
A finales del siglo XIX una niña es abandonada a las puertas de un convento de monjas dominicas en tierras de Castilla. La niña, a la que ponen por nombre Teresa, es adoptada legalmente por Don José, el médico del pueblo, y educada por las monjas. Cuando cumple 18 años, conoce y se enamora de Antonio, un joven con el que finalmente termina contrayendo matrimonio y ambos emigran a América para iniciar una nueva vida.
La dramaturga manifestaba admiración hacia la pintura La visión de san Bernardo, que la crítica considera una fuente de la obra. Parte de su argumento se reproduce en Esa mujer.

## Representaciones destacadas
- Teatro Lara de Madrid el 21 de febrero de 1911 (estreno).
  - Intérpretes: Concepción Ruiz (Sor Juana de la Cruz), Mercedes Pardo (Teresa), Joaquina Pino (La Priora), Leocadia Alba (La Vicaria), María Luisa Moneró (Sor Marcela), Carmen Seco (Hermana Inés), Celia Recatero (La Demandera), Asunción Echevarría (Maestra de novicias), Sara Esteban (Hermana Tornera), Mercedes Latorre (Sor Sagrario), María Rósala (Sor María Jesús), Francisco Palanca (Don José), Luis Manrique (Antonio).

- Civic Repertory Theatre, Broadway, Nueva York, 1927 (Cradle Song).
  - Intérpretes: Frances Williams, Mary Ward, Ria Mooney, Alma Kruger, Egon Brecher, Irene Levine, Lewis Leverett.

- Buenos Aires, 1928
  - Intérpretes: Catalina Bárcena y Ernesto Vilches.

- Théâtre de la Comédie, Ginebra, 1928 (Le chant du berceau[2]).
  - Dirección: Ernest Fournier.
  - Intérpretes: Jeanne Grumbach, Héléna Manson, Gine Avril, Clélia Mery, Charny, Vallée

- Comédie-Française, París, 1936.
  - Dirección: Emile Fabre.
  - Intérpretes: Madeleine Renaud, Gisèle Casadesus.

- Peacock Theatre, Dublín, avril 1936 (The Cradle Song)

- Teatro Español, Madrid, 1939.
  - Intérpretes: Ana Adamuz.

- Apollo Theatre, Londres, 1944 (Cradle Song).
  - Dirección: John Gielgud.
  - Intérpretes: Wendy Hiller, Yvonne Mitchell, Lilly Kann, Frederick Leister, Julian Dallas

- Teatro Lara, Madrid, 1946
  - Intérpretes: Ana Mariscal, Paquita Vives, Carmen Medina, Julia Caba Alba, Milagros Guijarro, Cristina de Terreros, Isa Varela, Trinidad Casar, Teresa Gisbert, Alberto Romea, Carlos Muñoz, Tony Leblanc.

- Teatro de la Comedia, Madrid, 1948
  - Intérpretes: Catalina Bárcena (Sor Juana de la Cruz), Irene Gutiérrez Caba, Ana de Leyva, Luisa María Mascareñas, Josefina Serratosa, María del Pilar Armesto, Francisco Arias, José Crespo.

- Théâtre National, París, 1950 (Le Chant du berceau)
  - Intérpretes: Gisèle Casadesus, Jeanne Moreau, Françoise Engel, Bernard Noël, François Vibert, Béatrice Bretty.

- Televisión, TVE, 20 de diciembre de 1964.
  - Dirección: Pedro Amalio López.
  - Intérpretes: María Massip, Mercedes Prendes, Lola Gaos, Josefina Jartín, María Banquer, Gloria Cámara, Nuria Carresi, Julio Goróstegui y Paco Morán.
- En Argentina se hizo una versión con Norberto Suárez y Fernanda Mistral.

## Versiones
Existen cinco versiones cinematográficas, dirigidas respectivamente por Mitchell Leisen (1933), Gregorio Martínez Sierra (1941), Fernando de Fuentes (1953), José María Elorrieta (1961) y José Luis Garci (1994).